# Ben Watson (Footballspieler)
Benjamin Seth „Ben“ Watson (* 18. Dezember 1980 in Norfolk, Virginia) ist ein ehemaliger US-amerikanischer American-Football-Spieler auf der Position des Tight Ends. Er spielte zuletzt für die New England Patriots, mit denen er den Super Bowl XXXIX gewinnen konnte, in der National Football League (NFL). Er stand zuvor auch bei den Baltimore Ravens, den Cleveland Browns sowie den New Orleans Saints unter Vertrag.

## Karriere
Watson besuchte die Duke University, wechselte später jedoch auf die University of Georgia. Er erreichte beim Wonderlic Test eine Punktzahl von 48 von 50, was einer der höchsten Werte ist, die jemals in der NFL erzielt wurden.
Ben Watson wurde beim NFL Draft 2004 von den New England Patriots in der ersten Runde als 32. Spieler ausgewählt. Im ersten Jahr bei den Patriots fing er lediglich zwei Pässe, entwickelte sich jedoch im Laufe der Jahre zu einem wichtigen Spieler der Patriots. So konnte Watson 2005 bei einem Spiel drei Tackles brechen und fünf Verteidigern ausweichen, um einen Touchdown zu erzielen.
Im Dezember 2018 verkündete Watson als Spieler der New Orleans Saints sein Karriereende („Es war großartig, Teil dieses Teams und so erfolgreich in diesem Teil meiner Karriere zu sein. Aber die Verletzungen summieren sich, der Körper hat mehr und mehr zu kämpfen. Und so wird es offensichtlich, dass die Zeit gekommen ist.“), einigte sich jedoch am 10. Mai 2019 auf ein erneutes Engagement für ein Jahr mit den New England Patriots.